# Epidendrum macrocarpum
Epidendrum macrocarpum là một loài thực vật có hoa trong họ Lan. Loài này được Rich. mô tả khoa học đầu tiên năm 1792.

## Hình ảnh

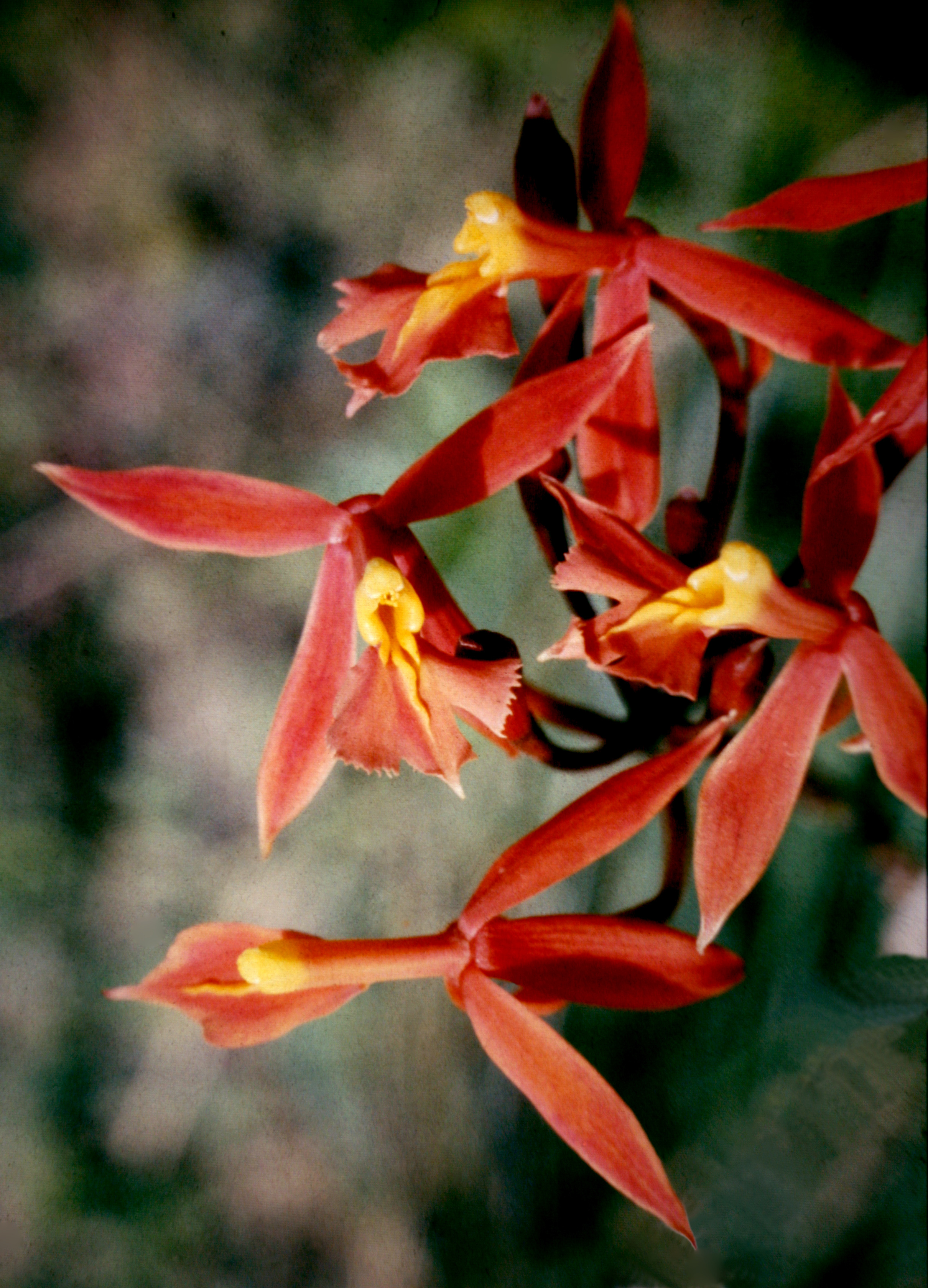
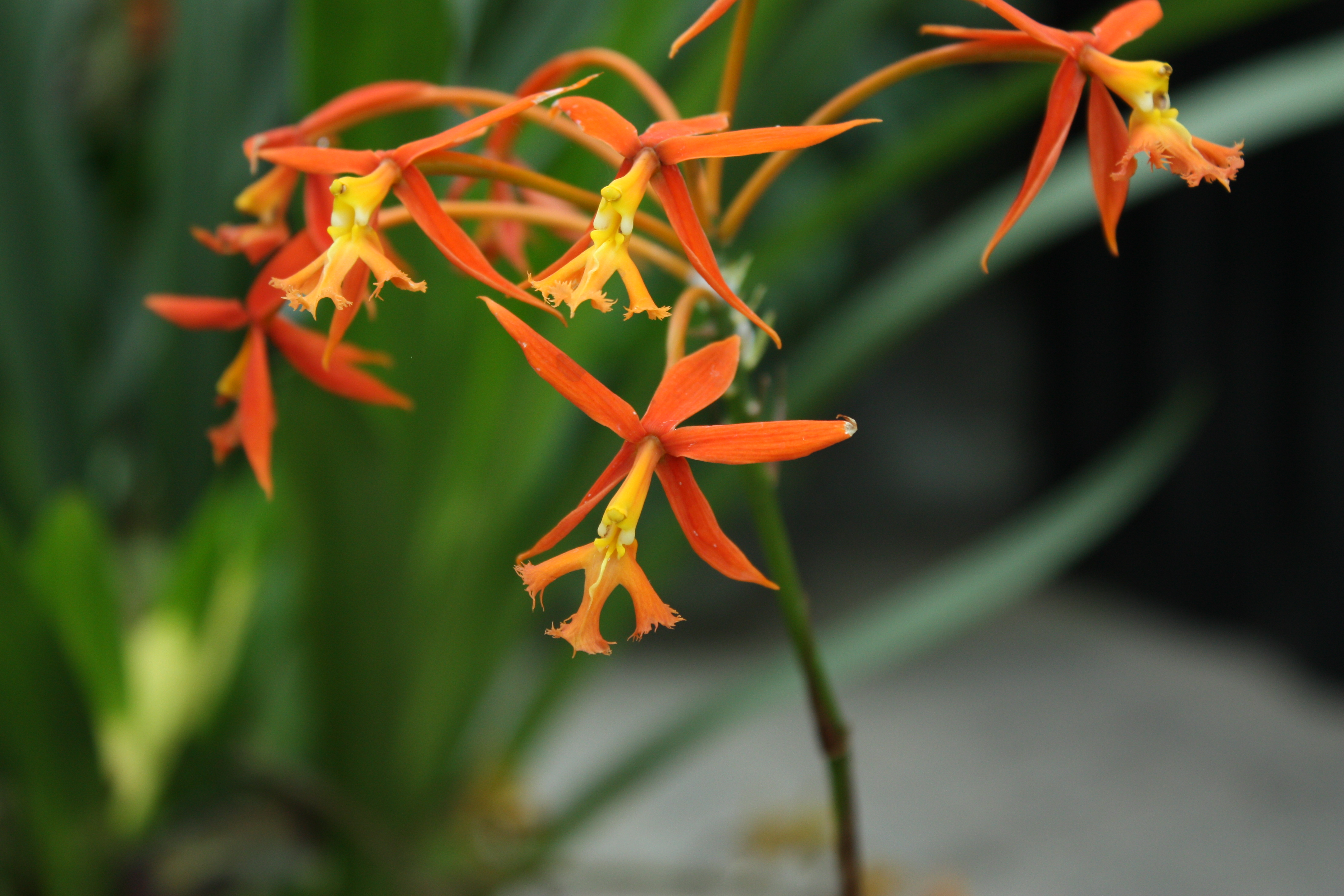
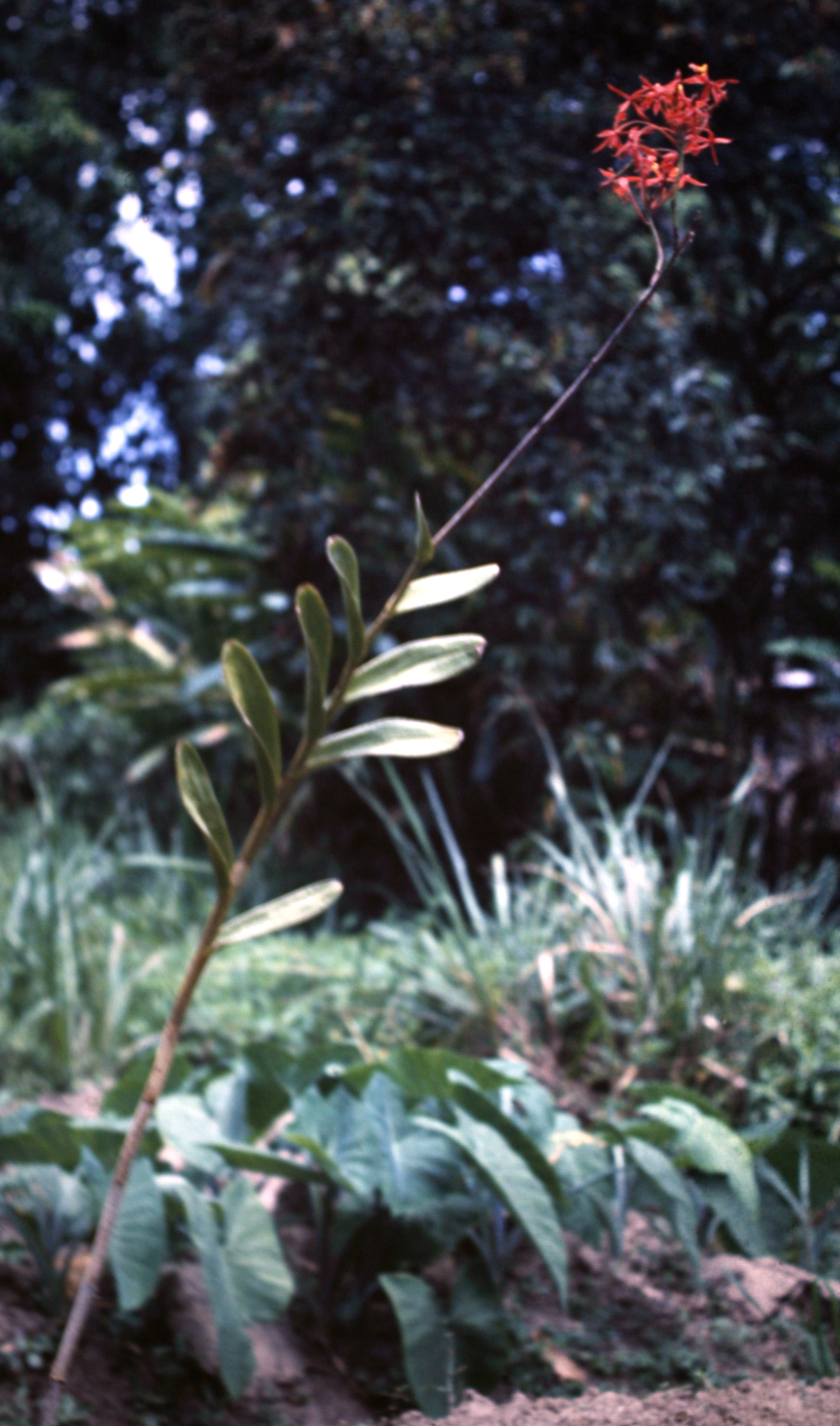
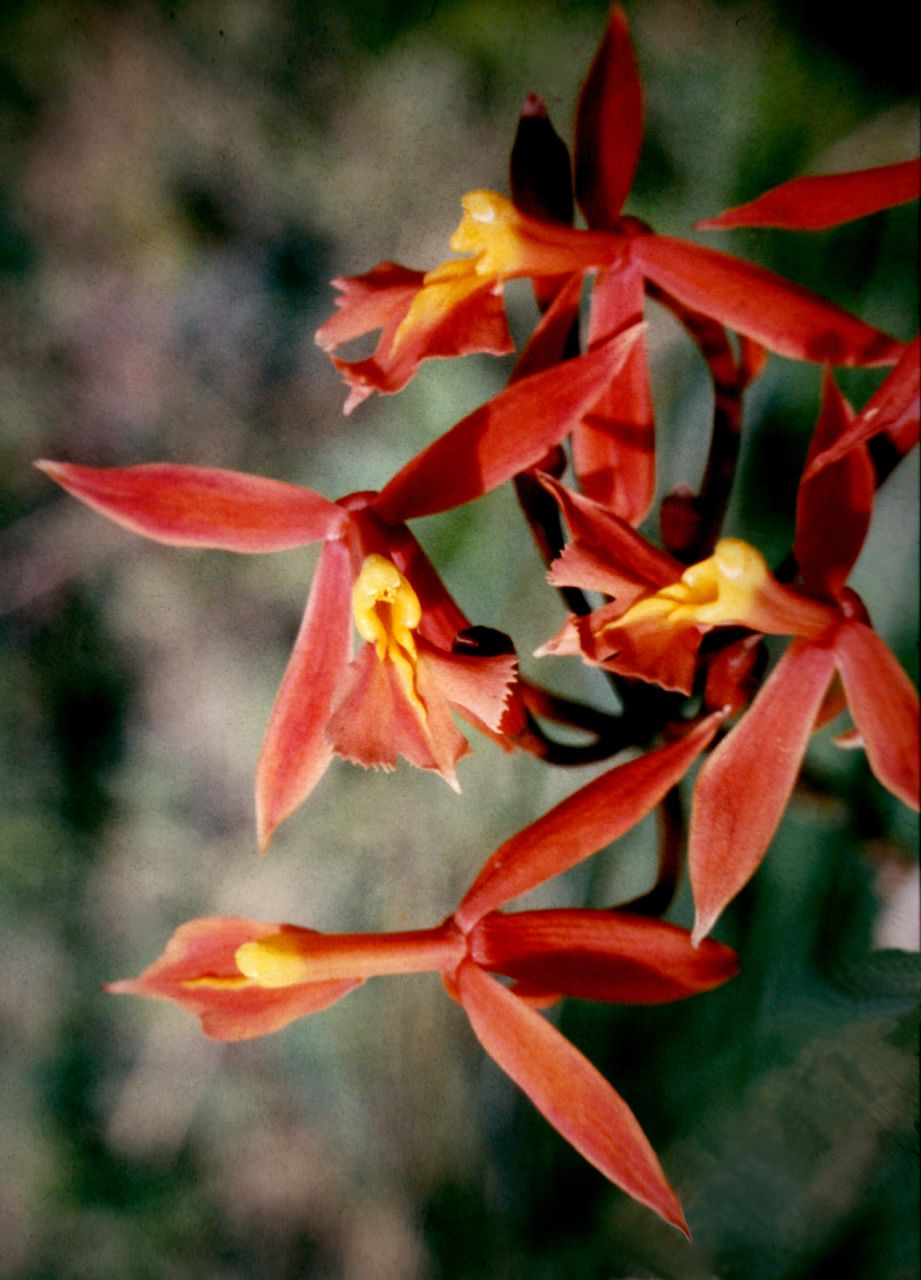